# Isabelle Rozenbaum
Isabelle Rozenbaum née en 1960 à Boulogne Billancourt, est une photographe et vidéaste française. Elle est cofondatrice de la plateforme collaborative de création et de critique D-Fiction.

## Biographie
Isabelle Rozenbaum fait ses études à Paris avant de se former en 1981 comme photographe auprès de Jean-Louis Bloch-Lainé. À partir de 1983, elle réalise de nombreux reportages pour l’institutionnel, le corporate, la presse, tout en voyageant à travers l’Asie et l’Afrique. En 1989, elle séjourne aux États-Unis et suit l'enseignement d'Allan Sekula au California Institute of the Arts, ce qui déclenche alors son intérêt pour l’histoire sociale, la culture mémorielle et transgénérationnelle ainsi que la transmission ethno-culinaire.
À partir de 1991, elle explore l'autoportrait et l’univers onirique, telle que l’illustre sa toute première série réalisée au sténopé, Dormeuses (1992), exposée à la Bibliothèque nationale de France en 2003 dont le critique Dieter Wieczoreck observe que l’artiste « traduit en image l’état de l’inconscient comme un monde souterrain où des formes de la vie se dessinent comme des paysages célestes ». Jean-Claude Lemagny, remarque pour sa part - évoquant une autre série d’autoportrait, Automorphoses (1993) - que ces « visages sont des masques, et des masques de pierre. Comme ceux de Teotihuacan, ils vivent d’une vie tournée vers l’intérieur, leurs rêves sont impénétrables ».
En 1994, elle co-fonde l’agence PhotoAlto, créatrice de contenus de communication visuelle. En tant que directrice artistique, elle collabore avec un groupe de photographes européens pour produire des thèmes photographiques de tendances socio-culturelles. Elle publie également plus d'une trentaine d'ouvrages dans le domaine de la gastronomie (avec des grands chefs étoilés tels que Guy Martin et Michel Guérard) et de l'ethno-culinaire dont plusieurs sont primés (Éd. La Martinière, Le Chêne, Le Seuil, Élytis, Agnès Viénot, etc.). À partir de 2010, elle coanime la plateforme collaborative de création et de critique D-Fiction, réalisant les vidéos Portraits de Fiction sur des écrivains, photographes, philosophes, sociologues parmi lesquels Jean-Christian Bourcart, Mathias Énard, Jean-Joseph Goux, Cécile Guilbert, Mikaël Hirsch, Alessandro Mercuri, Jean-Claude Moineau, Marie-José Mondzain, Éric Rondepierre, etc.
En parallèle, ses recherches artistiques interrogent la question de la représentation et du statut de l'image à travers des séries photographiques et des vidéos qui portent sur l’espace intime, sur l'univers onirique, sur la psychogéographie, sur les dystopies contemporaines. Plusieurs de ses autoportraits issus de sa série Dormeuses rejoignent le fonds de la Bibliothèque nationale de France ainsi que deux de ses vidéos - Deux arbres/Two Trees et Rêve brun # 1 Grey-Brown Dream - le fonds du Mémorial de la Shoah. En 2016, elle publie Tentative d'épuisement d'un lieu bordelais (Éd. Elytis) sur le chantier de la Cité du Vin à Bordeaux à partir duquel elle examine - sous la forme d’un « carnet de bord visuel » dont les textes se font la voix des images - l’interaction entre architecture et photographie au 21e siècle.
Sa démarche plasticienne se partage entre quatre axes principaux :
- Image manquante qui, à partir du nombre 23, et sous la forme d'un « carré magique », comprend 529 photographies représentant la vision d’un processus photographique combinatoire, à savoir ce que peut encore une image artistique et « dialectique » (Walter Benjamin) face aux images « conversationnelles » ou « testimoniales » (André Gunthert). Cette installation renvoie à la symbolique platonicienne du cube basée sur les éléments en chimie, c’est-à-dire les quatre Éléments : le Feu, l’Air, l’Eau, la Terre.
- État de Veille qui, à partir du nombre 33, traite de thèmes sociétaux à l'heure de la cybernétique globale, considérant la tragédie des événements comme la véritable « centre-matrice de l'art » (Nietzsche).
- Sleeping Works[7] qui, à partir du nombre 10, englobe plusieurs réalisations vidéo, photographiques, textuelles et sonores afin de créer une installation d’investigation sur le sommeil.
- Ma vie, Mon œuvre qui, à partir du nombre 9, retrace son parcours bio-fictionnel dans une démarche sur l’intime qu’elle présente en ces termes : « À travers la mise en scène de mon propre corps en tant que "matériau universel", mes œuvres apparaissent comme une réflexion sur la projection des désirs et des fantasmes, mais également sur la censure et l’autocensure. En m’exposant ou en me dévoilant ainsi aux autres, je questionne plus librement le corps social sans pour autant jamais me laisser border ni étiqueter, incarnant au mieux, je pense, le rôle de "perturbateur du réel" »[8].

Son travail a reçu plusieurs distinctions : Bourse « Brouillon d'un rêve » (SCAM, 2013), Prix Guerlain (2008), Prix Ladurée (2004), Prix Antonin Carême (2004), Prix Polaroid International catégorie Fine Art (2004), et a fait l’objet d’expositions et de projections en France et à l'étranger.

## Sélection bibliographique

### Publications artistiques
- De l'image Matrice à l'image Matrix (suivi de la reproduction couleur des 23 photographies de la série La Danse transmacabre) in Délire & Théorie, sous la direction de Nicolas Floury, Contrelittérature, n° 7, 2024  (ISBN 978-2487532007).
- 2020 : A Viral Odyssey (reproduction couleur des 25 photographies de la série), Toute la Lire, n° 5, 2024  (ISBN 978-2-491418-16-8).
- Art de l'intime : du corps spectral in Interface de l'intime, sous la direction d'Alain Mons, Bordeaux, Éditions de la MSHA, 2016  (ISBN 978-2858924615).
- Tentative d’épuisement d’un lieu bordelais : Architecture et Photographie au XXIe siècle, avec une préface de Xavier Boissel, Bordeaux, Éditions Elytis, 2016  (ISBN 9782356391841).
- Les Corps culinaires / The Culinary Body, avec une préface de Jean-Noël Orengo, Paris, Éditions D-Fiction, 2013  (ISBN 9782363420244).
- Portraits/Visages 1853-2003, catalogue de l’exposition à la BnF, Paris, Gallimard/BnF, 2003  (ISBN 9782070117727).
- Corpus delicti, catalogue de l’exposition internationale à Moscou, Kiev, Odessa, New York et Prague, Masoch Fund, 1998  (ISBN 966716716X).
- Qui ? avec un texte original de Gilbert Lascault, Trézélan, Filigranes, 1997  (ISBN 2910682358).
- La Matière, l’Ombre, la Fiction, catalogue de l’exposition à la BnF, Paris, Nathan/BnF, 1994  (ISBN 9782092613313).

### Publications professionnelles
- La Cité du Vin, édition bilingue, avec une préface d’Alain Juppé, Bordeaux, Éditions Elytis, 2016  (ISBN 9782356391827).
- Vietnam exquis, de Linh Lê, La Martinière, 2014  (ISBN 9782732456676)
- Elixirs, Premiers grands crus classés 1855, de Jane Anson, préface de Francis Ford Coppola, La Martinière, 2012 (ISBN version française : 9782732453651 // ISBN version anglaise : 9782732453668 // ISBN version américaine : 9781617690358).
- Inde intime et gourmande, de Beena et Padma Paradin, Paris, La Martinière, 2009, rééd. 2013  (ISBN 978-2732453989).
- Thaïlande intime et gourmande, de Anchalee Tiaree et Catherine Cauneille-Sukrasorn, Paris, La Martinière, 2007, rééd. 2013  (ISBN 978-2732459677).
- Une promesse de vin, de Georges Bardawil, Paris, Minerva, 2007  (ISBN 9782830709261).
- La Table du Thé, de Sophie Brissaud, Paris, Minerva, 2007  (ISBN 9782830709506).
- Le Vin dans l'assiette, de Florence Hernandez, Paris, Minerva, 2005  (ISBN 9782830708448).
- Cuisine d'hommes, de Cécile Maslakian, Paris, Minerva, 2005  (ISBN 9782830707960).
- Sénégal intime et gourmande, de Youssou N'Dour, Paris, La Martinière, 2004, rééd. 2014  (ISBN 978-2732465319).
- Cuisines de femmes, de Cécile Maslakian, Paris, Minerva, 2003  (ISBN 978-2830706925).
- Tunisie, de Odette et Laurence Touitou, Paris, Minerva, 2003  (ISBN 9782830707205).
- Maroc, de Alain Jaouhari, Paris, Minerva, 2002  (ISBN 978-2830706697).
- Légumes, de Guy Martin, Le Chêne, 2000, rééd. 2008  (ISBN 9782842778842).